# جامع الكبيسي
جامع محمد فندي الكبيسي من مساجد العراق الحديثة ويقع في جانب الكرخ من بغداد في حي ميسلون، محلة 865، قرب حي الشرطة الخامسة، وتم بناء الجامع وتأسيسه عام 1405 هـ/1985م على نفقة الحاج محمد فندي الكبيسي، وتبلغ مساحته حوالي 1800م2، ويتسع الحرم لأكثر من 750 مصل، وتقام فيهِ صلاة الجمعة وصلاة العيدين والصلوات الخمس وكذلك تقام فيه المناسبات الدينية والعمل الأغاثي ودورات تحفيظ القرآن والدورات الرياضية.
يحتوي الجامع بالإضافة إلى الحرم على دار للإمام والخطيب وتعلوهُ منارة مئذنة عالية، وكذلك يحتوي على مجموعة غرف للإدارة والخدم، ومن ملحقاته بعض المحلات التجارية التي يكون واردها وقفاً له.

## معلومات إضافية
أول من تولى منصب الإمامة في هذا المسجد عبد العزيز الجبوري المعروف بـالشيخ أبو محمد، وقضى هذا الشيخ في إمامة المسجد ما يزيد على العقد من الزمن، وفي فترة التسعينات من القرن العشرين، اعتقلته قوات الأمن الوطني في زمن الرئيس السابق صدام حسين، وبعد اعتقاله، تولى إمامة المسجد عدد من المشايخ، وبعد مضي ستة أشهر، أفرج عن الشيخ عبد العزيز ونقل إلى مسجد آخر.

## المسجد بعد الغزو الأمريكي للعراق
وبعد غزو العراق في عام 2003، عاد الشيخ عبد العزيز إلى منصبه في إمامة المسجد، وبعد مضي عدة أشهر، قامت القوات الأميركية باعتقالهِ وسجن لما يربو على عام كامل في مُعتقل بوكا السيئ الصيت، الواقع في جنوب العراق، وكان سبب سجنه أنه كان ممن ينادون بالجهاد ضد القوات الغازية، في أغلب خطبه ومواعظه.
وعندما خرج الشيخ من المعتقل عاد إلى مسجده جامع الكبيسي وبعد فترة وجيزة اندلعت أعمال العنف الطائفي في المنطقة، حيث بعد مرور ساعات على تفجير ضريح العسكريين 2006 في مدينة سامراء أو ما عرف بـأحداث سامراء، إذ قامت مجموعة إرهابية بالهجوم على المسجد بقاذفتي RPG7 وبالقنابل اليدوية، وذلك في يوم الأربعاء 1 أذار 2006م، وتوتر الوضع الأمني بعدها في المنطقة.
وفي يوم الجمعة الموافق 3 أذار 2006م، حدث هجوم شرس على المسجد في تمام الساعة العاشرة إلا عشرة دقائق ليلا. حيث سمَعَ أهالي المنطقة أصوات التكبير المتعالية من المسجد، ثم بدأت أصوات الأطلاقات النارية وقذائف الـ RPG7 تطلق على المسجد، وقامت 14 سيّارة مدرعة مجهولة الهوية بالهجوم واندلعت معركة ضارية بين افراد حماية المسجد وبين القوات المجهولة استمرت لمدة 4 ساعات قامت بعدها قوات الجيش الأميريكي بالتدخل، فانسحبت القوّات الحكومية وأعتقلت عددا من افراد حماية المسجد.

## إعادة افتتاح المسجد
بعد إغلاق المسجد بالقوة وجعله مقر للمليشيات لإعدام السنة وانقطاع سماع صوت الأذان، وأيضا تم اتخاذه ثكنة ومعتقلا تابعا لمغاوير الداخلية العراقية، وبعد ذلك تم إعادة افتتاح المسجد بتاريخ 16 تشرين الأول 2009م، بحضور عدد من مصلي الجامع القدامى مع عدد من القيادات الشيعة في المنطقة، تحت اسم الوحدة الوطنية.

## بعض شهداء المسجد
- الشيخ علي الزهدي.
- «محمد عبد العزيز محمد» نجل إمام وخطيب الجامع.